# Serguei Kírov
Serguei Mirónovitx Kírov (rus: Серге́й Миро́нович Ки́ров) (27 de març de 1886 – 1 de desembre de 1934), nascut Serguei Mirónovitx Kóstrikov, va ser un dels primers líders bolxevics a la Unió Soviètica. Kírov va escalar pel Partit Comunista fins a esdevenir cap del partit a Leningrad. Kírov va ser vist com un punt focal d'oposició a les polítiques més extremistes de Ióssif Stalin, així com un contrapès a la cada vegada major concentració de poder en mans de Stalin.
L'1 de desembre de 1934, Kírov va ser assassinat per un pistoler al seu despatx de l'Institut Smolni. La culpa d'aquest assassinat va ser directament atribuïda a Stalin i a l'NKVD, però no hi ha proves concretes que així sigui. La mort de Kírov serví a Stalin de pretext per a l'escalada repressiva de Stalin contra els elements dissidents del Partit, que culminarien en la Gran Purga de finals de la dècada de 1930 en què molts vells Bolxevics van ser detinguts, expulsats del Partit i executats. La complicitat en l'assassinat de Kírov era un càrrec habitual entre els processats als judicis espectacle de l'època.
Després del seu assassinat, diverses ciutats van ser rebatejades en honor seu: Kírov, Kirovohrad, Kirovakan, i Kirovabad. Després del col·lapse de la Unió Soviètica, Kirovakan i Kirovabad van tornar als seus noms originals, Vanadzor i Ganja, respectivament.

## Orígens
Va néixer Serguei Mirónovitx Kóstrikov (rus: Ко́стриков), assumint el nom de Kírov com a àlies. Nascut a Urjum en el si d'una família pobre, Kírov va perdre els seus pares quan era jove. El seu pare Miron Kóstrikov, va morir quan ell encara era molt petit; la seva mare, Iekaterina Kitum Kóstrikov va morir l'any següent. Serguei va ser criat per una àvia fins que als set anys va passar a un orfenat. El 1901, un grup de benefactors li donaren l'oportunitat d'estudiar i anà a l'escola industrial de Kazan. Després de graduar-se en enginyeria, es desplaçà a Tomsk. Mentre que la societat russa anava directa a la crisi, Kírov esdevingué marxista i s'uní al Partit Obrer Socialdemòcrata Rus.

## Les revolucions russes
Kírov va prendre part a la revolució russa de 1905, sent detingut i posteriorment posat en llibertat. Poc després del seu alliberament va unir-se als bolxevics. El 1906, Kírov tornà a ser detingut, però aquest any passà gairebé 3 anys empresonat, acusat d'imprimir literatura il·legal. Poc després del seu alliberament, tornà a prendre part en l'activitat revolucionària. Tornà a ser detingut per imprimir literatura il·legal, i després d'un any de reclusió, va anar al Caucas, on va estar-s'hi fins a l'abdicació del Tsar Nicolau II.
Va ser en aquesta època en què es canvià el nom a Kírov per tal de fer-lo més fàcil de recordar, una pràctica habitual entre els revolucionaris russos de l'època. El nom Kir li recordava el de l'antic rei persa Cir el Gran. Kírov esdevingué el comandant de l'administració militar bolxevic a Astracan. Després de la revolució russa de 1917, va lluitar a la Guerra Civil Russa fins al 1920.

## Carrera
El 1921, esdevingué director de l'organització del Partit a l'Azerbaidjan. Kírov donà suport a Ióssif Stalin, i el 1926, va ser recompensat amb la direcció del Partit a Leningrad. Kírov era àmpliament admirat al Partit Comunista per la seva eficiència com a administrador del Districte de Leningrad, així com per la seva capacitat per resistir-se a Stalin. Va ser vist com un dels membres del Moviment d'Oposició a Stalin, juntament amb Grigori Zinóviev, Lev Kàmenev, Abram Prigojin i d'altres. Quan la branca de Leningrad de l'OGPU començà a perseguir als dissidents a Leningrad, Kírov donà ordres a la policia perquè no fossin perseguits. El 1933, Kírov aconseguí oposar-se a la petició de Stalin perquè fos imposada la pena de mort al líder del Partit Martemian Riutin, antic seguidor de Stalin que havia fet córrer dins dels cercles del Partit un document anti-Stalin de 200 pàgines, on demanava l'abandonament de la col·lectivització forçosa, la reducció de les inversions en la indústria, així com la retirada de Stalin, l'enterrador de la Revolució i de Rússia, del seu càrrec com a cap del Partit Comunista.
Com a resultat de tot plegat, Kírov va atraure cap a ell la gens benvinguda atenció de Stalin, particularment després del congrés de 1934, on els delegats votaren els nous membres pel Comitè Central, amb un Kírov que rebé només 3 vots negatius (va ser el més aprovat), mentre que Stalin rebia 292 vots negatius. Kírov era molt amic de Sergo Ordjonikidze, i juntament formaren un bloc moderat per oposar-se a Stalin i fer campanya per una política de reconciliació i tolerància de les veus dissidents tant al Politburó com al Partit. Després del congrés del Partit, Stalin demanà a Kírov que treballés per a ell a Moscou, assistint al Politburó, però posposà el traspàs de Kírov, excusant-se dient que Kírov havia de quedar-se a Leningrad per tal de finalitzar unes tasques importants del partit. Kírov no va ser convidat a diverses reunions del Politburó, i va haver-se de quedar a Leningrad per més de sis mesos. La influència de Kírov continuava creixent, i en una sessió plenària del Comitè Central celebrada al novembre de 1934, Kírov urgí per l'adopció de més mesures conciliatòries per part del Partit en favor dels dissidents, la qual guanyà l'aplaudiment entusiasta i l'aprovació dels delegats.

## L'assassinat de Kírov
L'oficina de l'NKVD de Leningrad era responsable de la seguretat de Kírov, i estava dirigida per un amic d'aquest, Feodor Medved. Stalin ordenà que el Comissari de l'NKVD, Guénrikh Iagoda, substituís Medved per Grigori Iereméievitx Ievdokímov, proper a Stalin. No obstant això, Kírov va intervenir en l'assumpte i es denegà l'ordre. D'acord amb Aleksandr Orlov, llavors Stalin ordenà a Iagoda que es preparés l'assassinat de Kírov. Iagoda ordenà a l'adjunt de Medved, Vània Zaporójets, que portés a terme la missió. Zaporójets tornà a Leningrad per trobar un assassí; trobant a Leonid Nikolàiev.
Leonid Nikolaev era ben conegut per l'NKVD, car havia estat detingut en diverses ocasions per petits delictes durant els darrers anys. Diverses biografies afirmen que es tractava d'algú que havia estat expulsat del Partit i que no havia pogut arribar a ser un funcionari inferior del, amb una enveja assassina i una absoluta indiferència cap a la seva supervivència. Estava sense feina, amb dona i un fill i amb problemes econòmics. D'acord amb Orlov, Nikolàiev havia expressat a un "amic" el seu desig de matar el cap de la comissió de control del Partit que l'havia expulsat. El seu amic informà d'això a l'NKVD.
Zaporójets cridà a l'amic de Nikolàiev per contactar amb ell, donant-li diners i un revòlver Nagant M1895 de 7,62mm carregat. Però el primer intent d'assassinat fracassà. El 15 d'octubre de 1934, Nikolàiev amagà el revòlver a una maleta i entrà a l'Institut Smolni, on Kírov treballava. Tot i que aconseguí superar el primer control de seguretat, va ser aturat després que un guàrdia li demanés veure la seva maleta, on es va trobar el revòlver. Poques hores després, se li tornà tant la maleta com el revòlver i se li ordenà que abandonés l'edifici. Encara que Nikolàiev havia infringit clarament les lleis soviètiques, la policia de seguretat inexplicablement l'alliberà, permetent-li fins i tot conservar la seva pistola carregada.
Amb el vistiplau de Stalin, l'NKVD havia retirat tots els guardaespatlles de Kírov, llevat de 4. Aquests quatre guàrdies l'acompanyaven cada dia al seu despatx de l'Institut Smolni i marxaven. L'1 de desembre de 1934 l'entrada del despatx de Kírov quedà sense vigilància, encara que l'edifici també servia com a oficina en cap de l'aparell del Partit a Leningrad i com a seu del govern local. D'acord amb alguns informes, només hi havia un guàrdia, el comissari Boríssov, tot i que anava desarmat. Sigui com sigui, donades les circumstàncies de la mort, com afirmà Alexander Barmine, la negligència de l'NKVD en protegir un oficial del Partit d'aquella importància no tenia precedents en la Unió Soviètica.
El vespre de l'1 de desembre, Nikolàiev arribà a l'Institut Smolni. Sense oposició de cap mena, va arribar fins al tercer pis, on esperà a un replà fins que Kírov i Boríssov van sortir al passadís. Boríssov semblava estar just al darrere de Kírov, a unes 20 ó 40 passes. Quan Kírov girà pel passadís, superant a Nikolàiev, aquest va treure el seu revòlver i li disparà al coll.

## Conseqüències i responsabilitats per la mort de Kírov
Després de la mort de Kírov, Stalin ordenà el càstig dels traïdors i dels que havien estat trobats culpables de negligència en la mort de Kírov. Nikolàiev va ser jutjat sol i en secret per Vassili Úlrikh, President del Col·legi Militar del Tribunal Suprem de l'URSS, sent sentenciat el 29 de desembre de 1934 a mort i afusellat aquella mateixa nit.
El comissari Boríssov va morir l'endemà de l'assassinat, suposadament en caure d'un vehicle. La seva vídua va ser internada en un sanatori. Segons Orlov, el misteriós "amic" de Nikolàiev i considerat provocador, que li donà els diners i el revòlver, va ser afusellat posteriorment seguint les ordres de Stalin. La mare de Nikolàiev, els seus germans, cosins i gent diversa propera a ell van ser detinguts posteriorment i liquidats o enviats a camps de treball. Detinguda immediatament després de l'assassinat, Milda Draule va sobreviure al seu marit 3 mesos abans de ser també executada. El seu fill (anomenat Marks d'acord amb la moda bolxevic) va ser enviat a un orfenat. Marks Draule encara era viu el 2005 quan va ser oficialment rehabilitat com a víctima de la repressió política, i Milda va ser declarada retroactivament innocent. No obstant això, Nikolàiev mai no va ser rehabilitat.
Diversos oficials de la branca de Leningrad de l'NKVD van ser condemnats per negligència per no protegir adequadament a Kírov, i sentenciats amb prou feines de 10 anys de presó. Curiosament, cap d'aquests oficials no va ser executat, i cap d'ell passà per la presó. En canvi, can ser destinats a càrrecs executius als camps de treball de Stalin. D'acord amb Nikita Khrusxov, aquests mateixos oficials de l'NKVD van ser afusellats el 1937 durant les Purgues de Stalin.
Inicialment, un comunicat del Partit Comunista informà que Nikolàiev havia confessat la seva culpa, no només com a assassí, sinó sent un assassí a sou d'un "poder feixista", rebent diners de mans d'un "cònsol estranger" a Leningrad no identificat. 104 acusats que ja estaven a presó en el moment de la mort de Kírov i que no tenien cap mena de connexió demostrable amb Nikolaev van ser trobats culpables de complicitat en el "complot feixista" contra Kírov i executats.
Tot i això, uns dies després, durant una trobada del Partit Comunista del Districte de Moscou, el secretari del Partit anuncià en un discurs que Nikolaev va sr interrogat personalment per Stalin l'endemà de l'assassinat, quelcom inaudit en un líder del Partit de la talla de Stalin.
El Camarada Stalin dirigí personalment la investigació de l'assassinat de Kírov. Interrogà llargament a Nikolaev. Els caps de l'oposició posaren la pistola en mans de Nikolaev!
D'altres portaveus també condemnaren durament l'oposició: El Comitè Central no ha de tenir pietat- el Partit ha de ser purgat... s'ha d'investigar la biografia de cada membre... Ningú més a la reunió mencionà la teoria inicial dels agents feixistes. Posteriorment, Stalin usaria l'assassinat de Kíroc per eliminar les restes del lideratge de l'oposició, acusant Grigori Zinóviev, a Lev Kàmenev, a Abram Prigojin i a d'altres que havien treballat amb Kírov en oposició a Stalin (o simplement que s'havien mostrat en desacord a les opinions de Stalin), de ser "moralment responsables" de l'assassinat de Kíroc, sent considerats culpables de complicitat. Tots ells van ser retirats de l'aparell del Partit i sentenciats a penses de presó. Mentre complien les seves sentències, els líders de l'oposició van ser acusats de nous crims, pels quals van ser sentenciats a mort i afusellats.
Després de la mort de Nikolaev, va haver una certa especulació sobre si el motiu per matar a Kírov havia estat més personal. La seva vídua, Milda Draule, treballava a l'Institut Smolny, i van sorgir alguns rumors segons els quals havia tingut una relació amb Kírov. No se sap d'on van sorgir aquests rumors, si tenien una base real o només van ser escampats per l'NKVD. Draule no s'ajustava físicament a les preferències de Kírov, que preferia les relacions amb ballarines i dones amb una bellesa i una gràcia notables. També és curiós que Nikolaev, aparentment un membre menor del Partit sense connexió amb l'NKVD, disparés al clatell, un objectiu específicament emprat pels botxins de l'NKVD pels seus resultats de "mort ràpida". És més curiós el fet que els jutges soviètics consideressin culpable i executessin la dona de Nikolaev per la mort de Kítov. Això només pot explicar-se perquè ella era letona i s'usà com a clau en un complot fabricat entre el seu marit, el govern letó, els zionievistes i serveis d'intel·ligència estrangers.

## La Comissió Pospelov d'Investigació
Al desembre de 1955, després que Khrusxov assumís el control del Partit, el Presidium del Comitè Central ordenà a P.N. Pospelov, Secretari del Comitè Central, per formar una comissió per investigar la repressió de la dècada de 1930. Khrusxov afirmà:
Cal acceptar que a data d'avui les circumstàncies al voltant de l'assassinat de Kírov amaguen moltes coses que són inexplicables i misterioses i demanen un examen més acurat. Hi ha motius de sospita que l'assassí de Kírov, Nikolaev, va ser ajudat per algú entre els quals havien de protegir la persona de Kírov. Un mes i mig abans de l'assassinat, Nikolaev va ser detingut per sospites de traïció, però va ser alliberat i no se'l seguí. És una circumstància particularment sospitosa que quan el txekista (Borisov) destinat a la protecció de Kírov era portat a un interrogatori, el 2 de desembre de 1934, va morir en un "accident" de cotxe quan cap altra dels ocupants del vehicle van resultar ferits. Després de l'assassinat de Kírov, alts funcionaris de l'NKVD de Leningrad van ser rellevats dels seus deures i van tenir sentències molt lleus, però al 1937 van ser afusellats. Poden assumir que van ser afusellats per tal d'amagar el rastre cap als organitzadors de la mort de Kírov.
Subseqüentment, Pospelov parlà amb el Dr. Kirtxakov i amb l'antiga infermera Trunina, antics membres del Partit, que havien estat citats en una carta per un altre membre de la comissió (Olga Xatunovskaia), per saber quelcom sobre l'assassinat de Kítov. El dr. Kirtxakov confirmà que havia parlat amb Xatunovskaia i amb Trunina sobre alguns aspectes sense explicació del cas de l'assassinat de Kítov, i acordà lliurar a la comissió una declaració per escrit. Va fer èmfasi en què la seva declaració es basava en el testimoni d'un tal Camarada Olskii, antic oficial de l'NKVD que va ser degradat després de l'assassinat i destinat el 1931 al Sistema de Subministraments.
A la seva declaració, el Dr. Kirtxakov anotà que havia discutit sobre l'assassinat de Kírov i el paper de Feodor Medved amb Olskii. Olskii tenia la ferma opinió que Medved, l'amic de Kírov i cap de seguretat de la branca de l'NKVD de Leningrad, era innocent de l'assassinat. Olskii també afirmà que Kirtxakov que Medved havia estat exclòs de la investigació de l'assassinat. En canvi, la investigació va ser portada a terme per un cap superior de l'NKVD, Iakov Agranov, i després per un a l'altre oficial del buró de l'NKVD, el nom del qual no recordava. Durant una de les sessions del comitè, Olskii relatà que estava present quan Stalin preguntà a Leonid Nikolaev perquè el camarada Kírov havia estat assassinat. Nikolaev respongué que havia obeït les instruccions dels txequistes (NKVD) i apuntava cap al grup de txekistes (oficials de l'NKVD) presents a la sala; Medved no es trobava entre ells.
L'informe de Khrusxov, Sobre el Culte a la Personalitat i les Seves Conseqüències va ser posteriorment llegit en una reunió del Partit a porta tancada. Posteriorment es rebria més material del Comitè Pospelov, inclosa la declaració del xofer de Kírov, Kuzin, segons la qual el comissari Borisov, amic i guardaespatlles de Kírov, responsable de la seva seguretat a Smolny, va ser mort intencionadament, i que la seva mort en un accident de tràfic no va ser natural.

## Conclusions
Donades les circumstàncies de la creixent popularitat de Kírov, les clares indicacions de la desaprovació per part de Stalin, i el perill que Stalin perdés efectivitat en el control del Politburó i en l'aparell del Partit, existeix la possibilitat que la mort de Kírov fos duta a terme, almenys en part, per membres de l'NKVD d'acord amb ordres de Stalin. Alexandr Barmine, un oficial soviètic que coneixia tant a Kírov com a Stalin, afirmà que Stalin havia preparat l'assassinat amb la policia secreta soviètica, l'NKVD, els quals armaren a Nikolaev l'enviaren a assassinar Kírov. Aquesta teoria se sosté només pels fantàstics i increïbles alegats de complots feixistes que acompanyaven la suposada confessió de Nikolaev, seguit d'un abrupte anunci només pocs dies després que l'Oposició havia estat realment responsable, un fet que es conegué durant una confessió suposadament dirigida pel mateix Stalin. D'acord amb aquesta nova teoria, Nikolaev formava part d'una gran conspiració encapçalada per Lev Trotsky contra el govern soviètic. Aquesta teoria de la conspiració comportà les detencions i execucions de Kàmenev, Zinóviev i 14 líders de l'oposició el 1936. la mort de Kírov també serví per encendre la Gran Purga, on els seguidors de Trotsky i d'altres suposats enemics de l'estat van ser detinguts. La tolerància de Stalin cap a l'oposició pel seu control del Partit, o fins i tot cap a les veus dissidents, acabà amb la mort de Kírov. Borís Nikolàievski, escriptor i acadèmic marxista, va fer notar que:
Una cosa és certa: l'únic home que es beneficià de l'assassinat de Kírov va ser Stalin.
En suport al punt de vista contrari, els diaris de Nikolaev el mostren com una persona solitària que es veia a si mateix com un geni oprimit i que desesperava per haver de subsistir del sou de la seva dona després de ser expulsat del Partit, de manera que tenia plans, angles de tir i rutes de fugida per quan hagués mort a Kírov.
Al Discurs Secret de Khrusxov de 1956, aquest llançà l'acusació que Stalin havia ordenat personalment l'assassinat de Kírov, però aquestes acusacions no s'han de confondre amb les proves.

## Llegat
Kírov va ser enterrat a la necròpoli de la Muralla del Kremlin en un funeral d'estat, amb el mateix Stalin portant el taüt. Moltes ciutats, carrers i fàbriques van prendre el seu nom, incloent les ciutats de Kírov (abans Viatka), Kírovsk (óblast de Múrmansk), Kirovohrad (avui Kropivnitski, Ucraïna), Kírovabad (avui Gandja, Azerbaidjan) i Kírovakan (avui Vanadzor, Armènia), l'estació Kirovskaia del Metro de Moscou (avui Chistiye Prudy), el Ballet Kírov, i la gran planta industrial Kírov a Leningrad.
Durant molts anys, una gran estàtua de Kírov en granit i bronze dominava el paisatge de la ciutat de Bakú. El monument va ser erigit en un turó el 1939 i desmantellat el gener de 1992, després que l'Azerbaidjan aconseguís la seva independència.
Els cuirassats classe Kírov va ser batejada en honor seu, tot i que el primer dels vaixells, originalment anomenat Kírov, passà a anomenar-se Almirall Uixakov.
A Sant Petersburg hi havia fins al 2007 l'Estadi Kírov, seu del local FK Zenit de Sant Petersburg.